# 数字版权管理
数字版权管理（英語：Digital rights management，縮寫為DRM）是一系列访问控制技术，通常用于控制数字内容和设备在被销售之后的使用过程。DRM有时也称为拷贝保护、复制控制、技术保护措施等，但这些稱呼存在争议。许多数字出版社和软件厂商都使用了DRM，例如亞馬遜、AT&T、AOL、Apple Inc.、Netflix、Google、BBC、微軟、Sony、Valve Corporation（以及其旗下的Steam）等。

## 簡介
DRM控制带版权作品的使用、更改和分发，适用于软件、系统、音乐、电影等多媒体内容。
DRM的使用存在争议。支持者认为和私有财产需要用锁来防止盗窃一样，知识产权也需要DRM来防止未授权使用，保护著作权并确保可持续的收入流。反对者则认为DRM无法有效阻止侵权，反而會造成正版用户不便，同时还可能使大公司阻碍竞争和创新。另外，一旦DRM提供商停止服务，使用DRM技術的产品很可能再也無法使用。DRM还可以用来限制用户合法权益，包括制作备份、出借给图书馆、使用公有领域作品、研究学习等合理使用。电子边界基金会和自由软件基金会都认为DRM是反竞争行为。自由软件基金会还建议把DRM这一缩写解释为「数字限制管理」（Digital Restrictions Management），因为「著作權」（rights）一词容易让人误解。
国际上，许多国家通过法律禁止绕过DRM，同时也禁止开发和传播相关工具、讨论相关方法和技巧。美国的数字千年版权法案和欧盟的2001/29/EC版权指令中都包含这些条款。

## 历史
随着数字媒体的普及，版权持有者开始担忧他们所处行业的命运，特别是在音乐和电影领域。基于模拟信号的传统媒體在复制时会出现无法避免的失真，而基于数字信号的媒體文件则可以无损复制無數次。個人電腦的出現，以及網際網路和文件分享工具的流行，使得盗版日益普遍。
1983年，日本工程师Ryoichi Mori设计了早期的DRM系统，称为软件服务系统（SSS），之后的改进版又被命名为超级分发（superdistribution）。SSS基于密码学技术，由专门的硬件负责解密。在其设计理念中，不但不限制分发数字产品的加密版，反而会鼓励用户进行分享。

## 技术

### 电影
DVD论坛的内容扰乱系统是一个早期的DRM系统。它使用简单的加密算法，制作DVD播放器的厂商必须获得授权在产品中实现此技术，然后才能解密并播放DVD中的加密内容。授权条款规定了播放DVD内容的方式，包括输出信号的格式和方式，以保证在电视上播放时视频的加密不受破坏。
1999年，Jon Lech Johansen发布了DeCSS，一个在Linux系统上播放加密DVD的程序。当时Linux系统上还没有获得授权的DVD播放器，DeCSS的合法性也遭争议——开发者卷入了官司，分发密钥则受“非法质数”限制。
同样是在1999年，微软发布了WMDRM，用于执行媒体文件包含的DRM指令，限制用户对媒体文件的使用。这些DRM指令可以指定文件的播放次数、是否能被备份或转发。后续的WMDRM可以限制用户在设备之间传输文件，实现了文件在过期后就无法再播放的订阅式服务，还实现了区域限制。
Windows Vista系统内嵌的DRM系统名为受保护媒体路径，其中包含了受保护视频路径（PVP）。当有未签名的软件运行时，PVP會停止播放使用DRM的影片，以阻止未知软件获取内容。另外，PVP可以加密向显示器或显卡传输的信息，让转录更加困难。
高级内容访问系统（Advanced Access Content System, AACS）是一个用于高清DVD和蓝光盘的DRM系统。它由AACS LA联盟开发，成员包括包括迪士尼、Intel、微軟、Panasonic、華納兄弟、IBM、東芝和Sony。2006年12月，黑客在网上发布了一个密钥，可用于不受限地访问受AACS保护的高清DVD。在密钥被撤销之后，黑客又发布了更多的破解密钥。

### 电视
美国的电视提供商用CableCARD标准来控制用户可以收看的内容。
2001年，福克斯公司建立了广播标记位的概念，并受到了美国电影协会和美国联邦通信委员会的支持。根据广播标记位的要求，电视机需要遵守一系列的流媒体技术规格，并由此判断是否应该允许对流媒体进行录制。这可能阻碍合理使用的应用，例如时光平移。广播标记位后续又被DVB采用，一个开发新数字电视标准的联盟，成员来自大约35个国家，包括约250个广播公司、制造商、网络运行商、软件开发者和管理机构。2005年5月，美国联邦上诉法院作出判决，认为联邦通信委员会没有权力强制美国电视行业采用广播标记位。
DVB-CPCM工作组开发了广播标记位的后续版本，并在2007年3月将技术标准稿提交到了欧盟政府。和大多数DRM一样，CPCM意欲让版权所有者控制用户使用版权作品的方式。付费加入联盟的电子前哨基金会雇员Ren Bucholz表示，“你甚至无法提前知道否能录制或者用特定方式使用某个程序或设备。”DVB指导委员会已经批准了候选稿，将由欧洲电信标准协会作为欧盟正式标准ETSI TS 102 825-X（X代指稿件号）发布。

### 音乐

#### 音频CD
使用DRM的光盘不符合CD标准，只能称为CD-ROM媒体。因此，它们都沒有获得CDDA红皮书认证，光盘上也没有CD商标。这些光盘不能在所有CD播放器上使用，在运行Windows系统的个人电脑上播放时甚至可能会导致崩溃。
2005年，SONY BMG推出新的DRM技术，并未在安装时明确告知用户或征求同意。除此之外，安装的软件包还含有严重漏洞的Rootkit。当这些情况被公开后，SONY BMG最初尝试了减小软件漏洞造成的影响，然而最终不得不召回数以百万的光盘，又发布了数个补丁来修改这个附加软件，至少是移除了其中的Rootkit。SONY受到了数轮集体诉讼，最终以庭外和解告终，向受影响的消费者提供现金补偿或无DRM的音乐下载。
其实SONY的DRM软件限制复制的能力很有限，只能控制Windows上的播放，而在其他设备上则没有作用。即使在Windows平台上，用户也可以绕过限制。在SONY的DRM技术带有严重漏洞的同时，其组件可以通过一些操作简单地绕过，例如在插入光盘时按住shift，或者直接禁用AutoRun功能。此外，完全可以借助模拟漏洞在播放音乐时重新转录，直接绕过DRM的限制。SONY首两次为从用户电脑中移除软件而发布的补丁都失败了。
2007年1月，百代唱片停止出版带有DRM的CD，表示“使用DRM得不偿失。”在百代之后，SONY BMG成为最后一个废止DRM的公司，从此最大的四家商业唱片公司都不再发布带DRM的CD。

#### 网络音乐
许多在线音乐商店都使用DRM来限制售出音乐的下载和播放：
- 在2009年之前，苹果的iTunes使用FairPlay DRM系统。苹果不允许其他公司使用这款DRM，因此只有苹果的设备可以播放iTunes的音乐。[29]2007年5月，百代唱片以更高的售价开始销售使用iTunes+格式的音乐，提供了更好的音质（256 kbps）并且没有使用DRM。2007年10月，iTunes+音乐的价格跌至$0.99。[30]2009年4月，所有的iTunes音乐放弃使用DRM。

- 纳普斯特音乐公司提供了一种基于认购接近DRM的永久购置。订购服务的用户可以下载以及无限制的将音乐转成WMA格式。但是一旦订购的期限到期，下载的所有音乐在重新付费前将不能播放。纳普斯特还收取想在移动设备上播放音乐的用户每个月5美元的费用。此外，纳普斯特还给用户提供了一个选项，即每首歌额外交0.99美元从而可以刻录在CD上。从纳普斯特购买的音乐可以播放在带有Microsoft PlaysForSure标志的播放器上。在2009年6月，纳普斯特推出了DRM可以在iPhone和iPod上播放的MP3音乐。
- 另一家音乐下载商店，沃尔玛音乐下载，每首音轨下载收取0.94美元。所有从沃尔玛下载的音乐都可以播放在带有Windows PlaysForSure商标的播放器上。它可以在例如美国晟碟的Sansa MP3播放器上播放，但必须事先将音乐拷贝到播放器的内存上。它不能直接播放SD卡卡槽上的音乐，这对有MP3播放器经验的人来说是个麻烦。
- SONY运营的在线音乐下载服务叫做Connect，使用的是SONY的OpenMG DRM技术。从这里下载的音乐只可以在Windows下和SONY的机器上播放。
- Kazaa是少有的几个提供定价模式的收费服务。然而，从Kazaa网站上下载的音乐是受DRM保护的，只能在运行Windows Media Player的电脑和移动设备上播放，并且必须持续在Kazaa上订购。

这几款服务虽然使用同一DRM系统，但目前并不能协同使用。几乎所有的都需要客户端，有些还需要插件。
尽管DRM在网络音乐中非常普遍，像eMusic、Dogmazic、亚马逊、Beatport等在线音乐商店不使用DRM，并且鼓励人们分享音乐。另有一些在线销售商，例如Xiie.net，只卖不出名的艺术家的音乐，并鼓励人们分享在网站上购买的音乐以提高艺术家的知名度。

### 电脑游戏
电脑游戏有时会使用DRM技术，强制要求通过在线服务器进行认证，以限制可以安装该游戏的操作系统数量。受此限制的游戏大多只允许安装3到5个副本，有的游戏被卸载后会恢复该数量。这不但限制了家里拥有超过3到5台电脑的用户，还存在其他问题，如果用户意外执行了某种DRM所依赖的操作，例如操作系统升级或者电脑硬盘格式化，重新安装该游戏都会导致认证服务器认为这是一次新的安装，从而减少用户对该游戏的可安装次数，导致即使是在同一台计算机上也会无法进行安装。
2008年中期，《Mass Effect》的出版标志着使用SecuROM实现DRM和要求通过在线服务器认证潮流的开始。2008年《孢子》使用DRM却形成了相反的效果，最终导致大量用户转而寻求盗版。对3个激活认证的强烈抵制情绪，使得在当年由《孢子》和《TorrentFreak》等组成的TOP 10中，《孢子》成为被盗版最严重的游戏。
在08年后半段到09年前半段，大部分的主流游戏继续依赖于基于在线认证的DRM，这包括了“美国艺电”（EA）、“育碧软件”。在2010年5月早期，因为大约5%的玩家的游戏被锁，Uplay服务在一段时期遭到了大规模的拒绝服务攻击。
公司之后允许受到影响的用户免费下载，但随即停止了。

### 电子书
在电脑上或电子书阅读器上看的电子书是一种典型的、使用DRM来限制复制打印和分享的应用。电子书一般会限制放在一定数量的阅读器上，而一些电子出版商则禁止复制或者打印行为。一些评论员相信DRM是使电子书出版困难的原因之一。
现有的主流电子书格式有四种：Mobipocket、Topaz、ePub和PDF。亚马逊的Kindle使用Mobipocket和Topaz并且也支持原PDF格式的电子书和文件。其他的电子书阅读器大部分使用ePub格式，但是与DRM不同。
两款阅读软件是Adobe Reader和Microsoft Reader。每款软件使用的都和DRM有轻微的不同。初代的Adobe Acrobat电子书阅读器使用的加密技术是5.05版的。在之后的6.0版中，PDF阅读技术和电子书阅读相结合，使得它可以同时阅读受DRM保护的和自由文件。在打开文件后，用户可以阅读权限说明。然而，在更高限制的电子书中，用户还是不能打印书籍或者拷贝或粘贴章节。限制的等级由出版商和中介来确定。
在一个DRM的实例中，引起了出版商和用户之间的裂缝。在给了用户一些赔偿金后，亚马逊网站从用户的电脑上删除了已经购买了的乔治·奥威尔的《1984》和《动物庄园》的复制版。这种行为被广泛的称之为欧威尔主义，甚至提到了《1984》中的独裁者。

### 数字版权管理与文档
企业数字版权管理（Enterprise Digital Rights Management；簡稱E-DRM或ERM）指使用DRM技术來控制公司内部文档的使用，而不是供消费者使用的可播放媒体。这项技术通常需要一台策略服务器（Policy Server）来针对特定文档进行使用者鉴权。EDRM的提供商包括微軟、Adobe、EMC/Authentica以及很多小型私人公司。
DRM曾经用于像大英图书馆的安全电子送货服务的组织，运行世界各地阅读大量的稀有文件。因为一些法律因素，在此之前，只能去英国波士顿斯帕的图书馆文档中心得到授权的个人才能阅读这些文章。

### 水印
數位水印是隐写在视频或音频数据中的數位訊息，可以用于记录版权持有者、发行商、分发渠道、购买者等信息。
水印自身并不算是完整的DRM机制。比起直接的技术限制，水印可以保留用于司法程序的证据，帮助版权持有者进行维权。一些程序可以干扰水印，信号调幅器的色层分析也可能从原音频中识别出水印并将其分离出来。当有两份不同来源的副本时，通常可以用自制算法检测出水印。

### 元数据
有时，文件中的元数据包含了消费者的信息，例如姓名、账号信息、电子邮件地址等。这些信息没有像水印一样分开嵌入到视频或音频中，而是在文件中单独存储。例如苹果iTunes的音乐和视频就包含了元数据，这些数据作为MPEG标准元数据存储在文件中。

### YouTube
YouTube為保障各創作者的權益，以及音樂與電影產業避免因再上傳而被數位侵權，故此，就推行以下制式以防濫用。現時YouTube除填表方式投訴之外，設有以下版權管理工具：
Copyright Match Tool
Content ID
內容驗證計劃
雖然有這些工具有助保障版權，但可能有濫用版權管理及申訴功能，因此，YouTube會規管使用者的作為，如發現濫用等不恰當情形會被終止使用權、停權或法律責任。

### 複製新聞網站文字時自動加入原文連結
有些新聞網站當使用者使用該網站的文字內容時，將於貼上期間自動加入連結，例如香港的香港01、東網，以及其他討論區網站等。目的是為了保護原文版權，並在引用文章時自動作出署名，以確保尊重作者權益。

## 法律
根据1996年WIPO版权条约，条约的签署国需要立法禁止绕过DRM，而大部分WIPO成员国都实行了此类法规。
美国实行了数字千年版权法（DMCA），而欧洲则在2001年通过了欧洲版权指令，要求欧盟国家提供对技术防范手段的法律保护。2006年，法国下议院在有争议的信息时代著作权法案（DADVSI）中加入了类似的法规，其中对DRM互操作性的要求还在美国引起了争议。同年，法国高院做出判决，在法国版权法下不得对个人私下制作备份的行为进行阻碍。

### 美国
1998年5月14日，美国通过版权修正案《数字千年版权法》（DMCA），把绕过DRM的行为列为犯罪。
法案的保护港条例特别允许了对现存系统的逆向工程，但只在为达成软件互操作性的必要情况下有效。在遇到类似DeCSS的开源软件时，法案中隐藏的一个问题便显得难以解决，造成案件判决很大程度上取决于当事人的主观意图。当事人主观意图为改善开源系统和专有系统之间的互操作性时，破解加密系统的行为受到法律保护，反之则反。
DMCA在很多情况下无法保护DRM系统。但是，希望保护DRM的一方曾尝试用法案来限制DeCSS这类软件的开发和分发。

### 欧盟
在2007年4月25日，欧洲议会支持来自欧盟的旨在成员国内统一刑法的第一指令。它采用了与滥用权限作斗争来统一国家政策的初审报告。如果欧洲议会与委员会同意立法，那么成员国将必须考虑以商业为目的的违法版权行为。报告提供了很多建议：根据犯罪程度，从罚款到监禁都有。欧盟成员国在修改了部分内容后支持了委员会的决议。他们排除了部分指令的专利权并且决定只处罚以商业为目的的版权侵犯。

### 国际议题
欧洲有一系列活跃的对话机制，借此尝试建立对此类问题的共识：
- 2001年1月，万维网联盟（W3C）的DRM研讨会。[52]
- 2003年，欧洲标准化委员会/信息社会标准化系统（CEN/ISSS）的DRM报告早期建议征求。[53]
- 信息安全和媒体常规董事会的DRM工作小组，同样的DRM为高层组织工作的工作。[54]
- 欧洲委员会的磋商，国防内部市场，欧洲委员会在“版权与相关权利的管理”上的通讯（闭幕）。[55]
- 在欧洲，INDICARE工程是一项持续进行的关于用户接受DRM解决方法的调研。这是一个开发的、中立的、用于交互意见的平台，大多来自科学界作家的文章和实践。
- 欧洲委员会FP6内部的AXMEDIS工程。其主要目的是自动化内容生产、复制保护和分发的过程，减少相关费用，协调并支持DRM在B2B和B2C领域的应用。

## 争论

### DRM的反对者

Home Taping Is Killing Music图标的一个简易模仿。

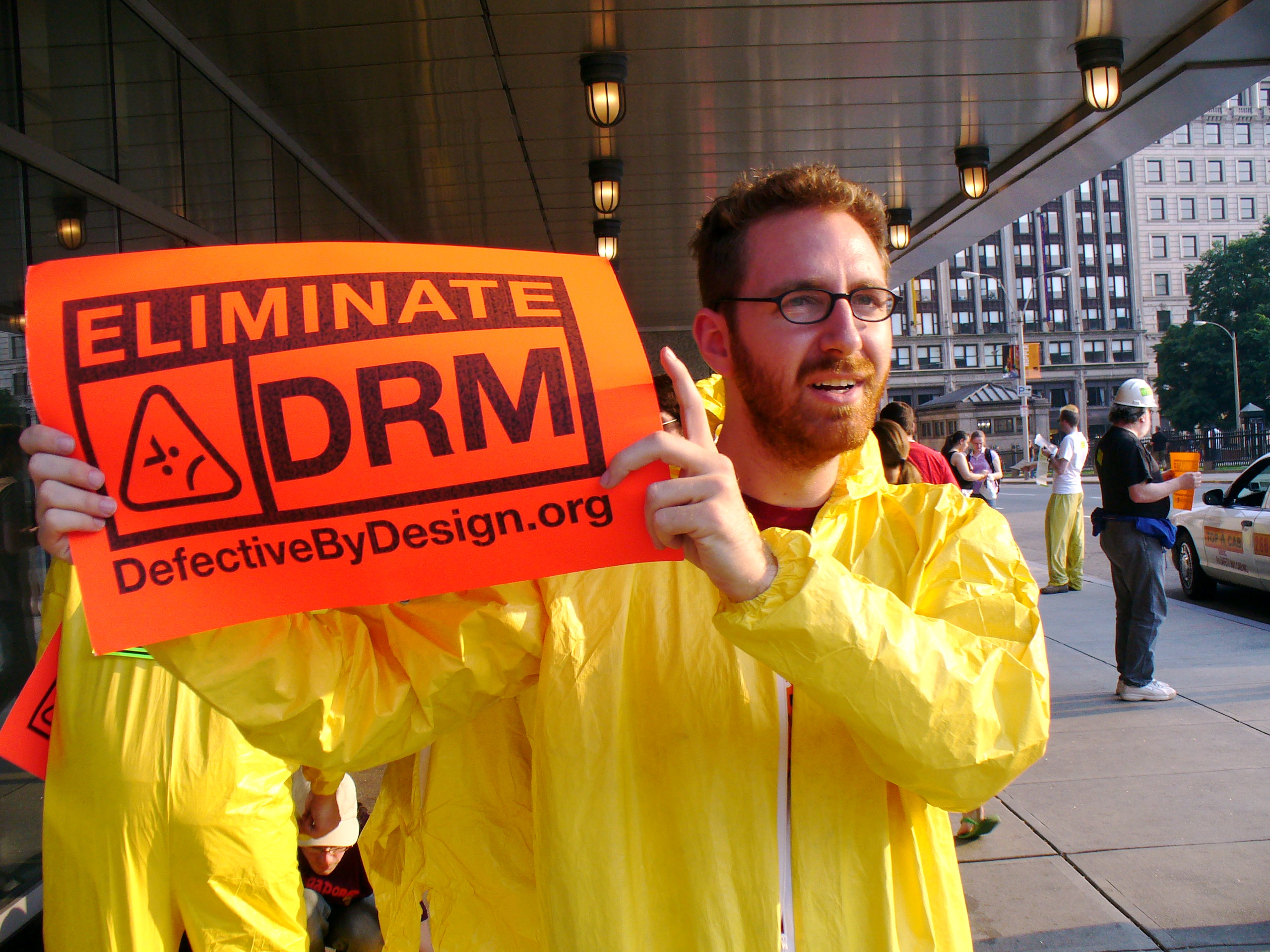
“设计式缺陷”（Defective by Design）的成员在反对DRM。

许多组织、个人和计算机科学家都反对DRM。两位著名的DRM反对者，其一是约翰·沃克，就像他的著作《数字出版许可》中说的那样：“到底要多强大的老大哥和媒体才能把这个因特网魔鬼塞回瓶子里呢？（How big brother and big media can put the Internet genie back in the bottle）”另一位是理查德·斯托曼，曾在著作《阅读权利》中主张：“DRM是典型的恶意功能——这个功能设计时就是为了伤害它的用户，因此我们绝不能容忍。”其他著名的反对者包括在英国建立了反DRM组织的剑桥大学教授罗斯·安德森，在微软园区发表演讲批判DRM的作家科利·多克托罗。
自由信息构架基金会认为DRM是自由贸易的贸易壁垒，电子前哨基金会和FreeCulture.org也对DRM持反对意见。
GNU通用公共许可证的第三章声明了版权法的反破解条款不适用于GPL软件，因此用户可以随意修改GPL软件中的限制而不用担心违反类似DMCA的版权法。在2006年5月，自由软件基金会展开了一项名为“设计式缺陷”的反对DRM活动。
创作共用提供授权支持不使用DRM的创造性工作。
比尔盖茨在06年的CES上发表关于DRM的演讲。根据他所说，DRM不应出于现在的位置上，区分合法与非法给合法用户造成了困扰。
许多DRM的反对者认为把DRM称为“数字版权管理”（“digital rights management”）用词不当。
2007年，挪威消费者权益组织“Forbrukerrådet”发起了针对苹果公司的投诉。因为iPod和iTunes所使用的DRM，苹果公司被控告非法限制用户使用音频和视频，违反了挪威的消费者保护法。瑞典和丹麦的消费者申诉专员支持了这项控告。类似的，美国联邦贸易委员会在2009年3月开展了听证会，调查商家关于DRM限制的告知情况。
DRM的使用对未来的历史学家也是一个困扰。随着科技的一步步发展，解读数据只能通过特定的机器、密钥或时期才能进行，这可能会使未来数据的解读工作无法进行。
反对者认为，DRM影响了合法用户对产品的正常使用，侵犯了私有财产权。DRM系统控制用户使用设备和软件的方式，施加违反用户意愿的限制，侵犯了用户对自己设备的处置权。Doctorow将其类比为“给予版权商编写版权法的权力”。

### 不含DRM（DRM-free）

自由软件基金会提出的DRM-free标志

作为消费者反对DRM的回应，许多出版商和艺术家将“不含DRM”（DRM-free）作为卖点宣传。这么做的公司包括：
- 苹果公司的iTunes音乐商店。虽然在2003年发布时使用了DRM，但从2007年4月开始提供不含DRM的音乐，并且2009年1月后销售的所有音乐都不再使用DRM。[67]音乐中依然带有用来识别购买者的数字水印。[68]iTunes的其他商品，如电影、电视节目、铃声和有声读物等，则继续使用DRM。[69]
- ComiXology，Amazon旗下的电子漫画分发商。在2014年，ComiXology向出版商提供了不使用DRM进行分发的选项。选择不使用DRM的出版商包括映像漫画、Dynamite Entertainment、Thrillbent、Top Shelf Productions、Zenescope Entertainment等。[70]
- GOG.com，2008年成立的电脑游戏分发商。不同于大多数分发商，GOG.com要求上架其商店的游戏必须不含DRM。[71]
- Tor Books，大型科幻小说出版社。从2012年7月开始销售不含DRM的电子书。[72]例如Baen Books和O'Reilly Media这样的小型出版社则之前就在销售不含DRM的电子书。

### 不可能的任务
布鲁斯·施奈尔曾表示防备数字拷贝行为是无用的，并且声称这是不可能的任务。他说：“娱乐界在试图用科技来对抗自然规律。他们想通过提高复制的难度来保护现有的产业，但是他们注定会失败。”他还曾经将防止数字文件拷贝这种行为比作“让水不湿”。StarForce的创始人也持同样的观点，声称“防止拷贝的结果不会使得游戏不可破解——这是不可能的。”维尔福软件公司的董事长加布·纽维尔也说：“大部分的DRM都是哑巴”因为他们只能减少游戏在玩家眼里的价值。纽维尔建议通过“以服务价值为用户创造价值”来与这种盗版行为作斗争。
计算机协会和电气电子工程师学会也都曾反对DRM，即使是像AACS这样的技术也“几乎失败”了。

## 局限性

### 绕过DRM的方法
对于音频和视频，有很多种方法可以绕过數位版权的控制。
一个简单的绕开音频文件DRM的方法就是用CD烧录软件把CD音频拷贝到硬盘上，转为无DRM的文件。这只可能用在播放这些DRM限制音频的软件允许CD烧录的情况。一些软件产品简化并自动化了复制和刻录的过程，通过许可用户复制音乐到CD或者虚拟光驱，然后自动刻录和编码音乐、并且循环直到所有被选择的音乐都转换完成，而不是强迫用户每次都要对整个CD（72-80分钟的音乐）进行一次操作。
许多软件已经被开发为可以拦截从DRM受限的文件中解码出来的数据流并构建成无DRM的文件。这类软件需要一个解密密钥。像这种为DVD、HD DVD和蓝光碟做事的软件本身都包含通用解密密钥。然而，为TiVo ToGo录音、iTunes音频、和PlaysForSure歌曲做同样的事的软件却依赖于用户自己的密钥——也就是说，他们只能处理用户在自己账户下合法得到的内容。
另外一种方法是利用模拟漏洞，用软件来捕获显卡或声卡中的信息，或者直接使用硬件设备在输出口进行录制。

#### 通用计算机平台上的DRM
目前使用的DRM系统，很多都是为通用计算机硬件设计的，比如台式PC显然就是因为它很适合用来防止未经许可的拷贝所产生的损失。大型商务保护侵害人避免消费者设备，所以由这类侵害人导致的损失不受这样的规定覆盖。
这类方案，尤其是其中基于软件的，既然软件必须包含解密内容所需的所有信息比如decryption keys（解密密钥），就不可能完全安全。攻击者可以提取出这些信息，直接解密和拷贝那些绕开了限制条款的内容。

#### 定制硬件上的DRM
很多DRM方案使用的加密媒体需要定制的硬件来视听内容。这是为了确保只有得到许可的用户（使用这些硬件的用户）才能得到这些内容。此外它还尝试保护秘密的加密密钥不被系统用户得到。
当这一系列原则运作的时候，的确很难构建出硬件防止秘密密钥被很坚决的对手发现。很多这样的系统都在这一领域失败了。一旦秘密的密钥被知道，不作出检查，而构建新版本的硬件通常是相当简单的。此外，用户验证规定经常受攻击，pirate decryption是其中受攻击最频繁的。
一个普通的真实世界的例子可以在金融direct broadcast satellite电视台找到，比如DirecTV和马来西亚的Astro。他们公司使用防止包装拆封的智能卡来存储解密密钥，如此便可向用户和卫星接收器隐藏。然而，该系统已经损坏了，DirecTV已经被迫不再为他它的智能卡定期更新和替换。

#### 水印
这是很典型的情况，水印可以被去掉，尽管会发生视频或音频的降级情况。

#### 重放攻击
类比密码学的重放攻击，对数字副本进行重分发其实并不需要破解DRM的加密，只要复制出完全相同的副本即可。例如加密过的光盘可以通过网络传输，重新刻录后再用合法的播放器观看。

### 易被淘汰
技术标准或者格式变更时，受DRM限制的内容可能无法转换为新的媒体就此失效，比如微软推出的新播放器Zune就不支持微软曾采用的DRM机制，无法播放使用PlaysForSure的音乐。此外，要求联机认证的DRM还可能遇到服务器不可用的问题，例如2007年美國職棒大聯盟（mlb.com）在更改验证许可服务时，用户购买的2006赛季付费视频全部无法播放。公司业务重组后，被抛弃的业务也可能会出现内容过期不再可用的情况，例子包括亚马逊电子书、MSN音乐、雅虎音乐商店等。

### 对道德与法规的影响
EFF指出，“为了吸引客户，音乐服务商用精打细算的营销来遮掩他们强加于客户的限制。”
关于DRM的法律很少被严格执行。根据澳大利亚官方音乐排行调查，有数百万人参与过各种侵权行为。

### 得不偿失
微软事业部前部长Jeff Raikes曾表示：“如果有谁想破解软件的话，更希望我们是被破解的那一个，而不是别人。”Kathleen Conner和Richard Rummelt在一篇论文里也给出了相似的论点。在后续研究中，Gal Oestreicher-Singer和Arun Sundararajan指出放开DRM限制能让数字版权拥有者受益，因为更多合法用户带来的增值超过了盗版带来的损失。

## 其他商业模式
有数个商业模式被认为可以用来代替目前的商业模式，降低业界使用DRM的需求。

### 易用和便宜
改善正版产品的易用性并提高性价比是防止盗版的首选方法。使用下载网站获取盗版并不方便，搜索和下载都需要付出时间和精力，还要承受感染病毒的风险。如果有合法、用户友好的商店提供价格合理的正版，用户就会摒弃非法下载换取便利。

### 众筹和预购制
2012年2月，Double Fine Productions在Kickstarter上以众筹的形式为游戏《破碎時光》筹款，并承诺众筹者可以获取不含DRM的游戏。在45天内，众筹项目就达到了目标额度$40,0000，最后更是超出目标额200多万美元。这次众筹以不使用DRM作为卖点，获取了消费者和媒体的支持，由此平衡了盗版造成的损失。在这种预购式的众筹中，厂商不再需要担心销售额收不抵支，减少了使用DRM的动机。继《破碎时光》的成功之后，许多游戏采取了众筹的商业模式，其中大部分游戏都没有使用DRM。

### 数字产品作为宣传
许多歌手通过在网上发布音乐来提升知名度。这些歌曲都可以在网上免费下载，希望听众在感兴趣后会购买新唱片或参加演唱会。目前的业界惯例是在网上免费发布专辑中的一两首歌，剩余的则只在唱片中提供。2007年，Radiohead乐队在网上发布专辑《Rainbows》，歌迷可以在网上随意下载歌曲。